# Halowe Mistrzostwa NCAA w Lekkoatletyce 2022
Halowe Mistrzostwa I Dywizji NCAA w Lekkoatletyce 2022 – zawody lekkoatletyczne, które odbyły się 11 i 12 marca 2022 w Birmingham w stanie Alabama.

## Rezultaty
| NR – rekord kraju \| WL – najlepszy tegoroczny wynik na listach światowych |
| PB – rekord życiowy \| SB – najlepszy wynik w sezonie                      |

### Mężczyźni
| Konkurencja:                      | 1. miejsce                                                                           | Rezultat    | 2. miejsce                                                                   | Rezultat    | 3. miejsce                                                         | Rezultat     |
| Bieg na 60 metrów                 | Davonte Burnett                                                                      | 6,50 PB     | Rikkoi Brathwaite                                                            | 6,52 NR     | Favour Ashe                                                        | 6,55         |
| Bieg na 200 metrów                | Javonte Harding                                                                      | 20,46       | Robert Gregory                                                               | 20,77       | Tinotenda Matiyenga                                                | 20,84        |
| Bieg na 400 metrów                | Randolph Ross                                                                        | 44,62 WL PB | Jenoah McKiver                                                               | 45,65       | Emmanuel Bamidele                                                  | 45,78 PB     |
| Bieg na 800 metrów                | Brandon Miller                                                                       | 1:47,19     | Jonathan Jones                                                               | 1:47,93     | John Rivera                                                        | 1:48,03      |
| Bieg na milę                      | Mario García                                                                         | 4:07,54     | Morgan Beadlescomb                                                           | 4:07,59     | Reed Brown                                                         | 4:07,64      |
| Bieg na 3000 metrów               | Abdihamid Nur                                                                        | 7:59,88 PB  | Amon Kemboi                                                                  | 8:00,21     | Charles Hicks                                                      | 8:00,23      |
| Bieg na 5000 metrów               | Abdihamid Nur                                                                        | 13:19,01 PB | Ky Robinson                                                                  | 13:20,17 PB | Nico Young                                                         | 13:21,23 PB  |
| Bieg na 60 metrów przez płotki    | Trey Cunningham                                                                      | 7,38 PB     | Leonard Mustari                                                              | 7,63        | Jamar Marshall                                                     | 7,64         |
| Skok wzwyż                        | Vernon Turner                                                                        | 2,32 SB     | Corvell Todd                                                                 | 2,29 =PB    | Justin Stuckey                                                     | 2,20 =PB     |
| Skok o tyczce                     | Sondre Guttormsen                                                                    | 5,75        | Zach McWhorter                                                               | 5,70        | Clayton Fritsch                                                    | 5,70         |
| Skok w dal                        | Wayne Pinnock                                                                        | 7,92 =PB    | Carey McLeod                                                                 | 7,91        | Matthew Boling                                                     | 7,86         |
| Trójskok                          | Chiebuka Emmanuel Ihemeje                                                            | 16,83 SB    | R’Lazon Brumfield                                                            | 16,56 PB    | Chengetayi David Mapaya                                            | 16,51        |
| Pchnięcie kulą                    | Turner Washington                                                                    | 21,65 SB    | Adrian Piperi                                                                | 21,58 SB    | Jordan Geist                                                       | 21,27 SB     |
| Rzut ciężarkiem                   | Bobby Colantonio                                                                     | 23,60       | Jake Wickey                                                                  | 23,08       | Gabriel Oladipo                                                    | 22,84 PB     |
| Siedmiobój                        | Ayden Owens                                                                          | 6211 pkt.   | Kyle Garland                                                                 | 6200 pkt.   | Leo Neugebauer                                                     | 6148 pkt. PB |
| Sztafeta 4 × 400 metrów           | Texas A&M University Chevannie Hanson Omajuwa Etiwe Brandon Miller Emmanuel Bamidele | 3:04,16     | Uniwersytet Teksański Willington Wright Jonathan Jones Jon Maas Brian Herron | 3:04,55     | Kentucky Jacob Smith Lance Lang Brian Faust Dwight St. Hillaire    | 3:04,64      |
| Sztafeta 1200-400-800-1600 metrów | Teksas Cruz Gomez Willington Wright Crayton Carrozza Yaseen Abdalla                  | 9:25,20     | Notre Dame Samuel Voelz Max Frye Tim Zepf Yared Nuguse                       | 9:25,77     | Wisconsin Adam Spencer Davis Wenthe Abdullahi Hassan Jackson Sharp | 9:25,78      |

### Kobiety
| Konkurencja:                      | 1. miejsce                                                             | Rezultat    | 2. miejsce                                                                    | Rezultat     | 3. miejsce                                                                 | Rezultat     |
| Bieg na 60 metrów                 | Melissa Jefferson                                                      | 7,09 PB     | Abby Steiner                                                                  | 7,10 PB      | Jadyn Mays                                                                 | 7,11         |
| Bieg na 200 metrów                | Abby Steiner                                                           | 22,16       | Favour Ofili                                                                  | 22,50        | Anavia Battle                                                              | 22,63        |
| Bieg na 400 metrów                | Talitha Diggs                                                          | 50,98 PB    | Kennedy Simon                                                                 | 51,46 PB     | Stacey-Ann Williams                                                        | 51,49 PB     |
| Bieg na 800 metrów                | Lindsey Butler                                                         | 2:01,37     | Claire Seymour                                                                | 2:01,96 PB   | McKenna Keegan                                                             | 2:02,70 PB   |
| Bieg na milę                      | Micaela Degenero                                                       | 4:33,92 PB  | Sintayehu Vissa                                                               | 4:35,40      | Ellie Leather                                                              | 4:35,62 PB   |
| Bieg na 3000 metrów               | Taylor Roe                                                             | 8:58,95     | Katelyn Tuohy                                                                 | 8:59,20      | Lauren Gregory                                                             | 8:59,50      |
| Bieg na 5000 metrów               | Courtney Wayment                                                       | 15:30,17    | Katelyn Tuohy                                                                 | 15:30,63 PB  | Mercy Chelangat                                                            | 15:31,06 PB  |
| Bieg na 60 metrów przez płotki    | Grace Stark                                                            | 7,78 PB     | Masai Russell                                                                 | 7,95         | Rayniah Jones                                                              | 7,95         |
| Skok wzwyż                        | Lamara Distin                                                          | 1,92 =NR    | Tyra Gittens                                                                  | 1,89 SB      | Rachel Glenn                                                               | 1,86         |
| Skok o tyczce                     | Rachel Baxter                                                          | 4,62 PB     | Sydney Horn                                                                   | 4,46 PB      | Julia Fixsen                                                               | 4,46         |
| Skok w dal                        | Jasmine Moore                                                          | 6,57        | Monae’ Nichols                                                                | 6,57         | Deborah Acquah                                                             | 6,56         |
| Trójskok                          | Jasmine Moore                                                          | 14,57 PB    | Natricia Hooper                                                               | 13,99        | Charisma Taylor                                                            | 13,96 NR     |
| Pchnięcie kulą                    | Jorinde van Klinken                                                    | 19,08 PB    | Adelaide Aquilla                                                              | 17,95        | Latavia Maines                                                             | 17,75        |
| Rzut ciężarkiem                   | Shey Taiwo                                                             | 25,55 WL PB | Jasmine Mitchell                                                              | 24,94 PB     | Camryn Rogers                                                              | 24,06 NR     |
| Pięciobój                         | Anna Hall                                                              | 4586 pkt.   | Erin Marsh                                                                    | 4383 pkt. PB | Lexie Keller                                                               | 4321 pkt. PB |
| Sztafeta 4 × 400 metrów           | Arkansas Rosaline Effiong Jayla Hollis Shafiqua Maloney Britton Wilson | 3:27,23     | Texas Stacey-Ann Williams Rhasidat Adeleke Davicia Patterson Kennedy Simon    | 3:28,60      | Kentucky Alexis Holmes Abby Steiner Karimah Davis Dajour Miles             | 3:28,77      |
| Sztafeta 1200-400-800-1600 metrów | Arkansas Isabel Van Camp Paris Peoples Krissy Gear Logan Morris        | 10:51,37    | Stanford Christina Aragon Samantha Thomas Eli-Eftichia Delijani Julia Heymach | 10:53,37     | Oregon Izzy Thornton-Bott Katriina Wright Mia Helene Mørck Aneta Konieczek | 10:55,52     |

## Rekordy
Podczas zawodów ustanowiono 6 krajowych rekordów w hali w kategorii seniorów:
| Zawodnik          | Reprezentacja              | Konkurencja       | Rezultat |
| ----------------- | -------------------------- | ----------------- | -------- |
| Rikkoi Brathwaite | Brytyjskie Wyspy Dziewicze | bieg na 60 metrów | 6,52     |
| Julien Alfred     | Saint Lucia                | bieg na 60 metrów | 7,04     |
| Rhasidat Adeleke  | Irlandia                   | bieg na 60 metrów | 7,17     |
| Lamara Distin     | Jamajka                    | skok wzwyż        | 1,92     |
| Charisma Taylor   | Bahamy                     | trójskok          | 13,96    |
| Camryn Rogers     | Kanada                     | rzut ciężarkiem   | 24,06    |